# Bruno Bianchi (disegnatore)
Bruno Bianchi (Chartres, 6 settembre 1955 – 2 dicembre 2011) è stato un disegnatore e animatore francese.

## Filmografia

### Direttore
- 1980 : Cro et Bronto (serie TV)
- 1980 : Archibald le Magichien (serie TV)
- 1983 : L'ispettore Gadget (serie TV)
- 1984 : Isidoro ("Heathcliff") (serie TV)
- 1985 : Jayce il cavaliere dello spazio ("Jayce and the Wheeled Warriors") (serie TV)
- 1985 : Iridella ("Rainbow Brite") (serie TV)
- 1985 : I campioni del wrestling ("Rock 'n' Wrestling") (serie TV)
- 1985 : M.A.S.K. (serie TV)
- 1986 : Popples (serie TV)
- 1986 : Heathcliff: The Movie
- 1987 : Diplodo (serie TV)
- 1992 : 80 sogni per viaggiare ("Around the World in Eighty Dreams") (serie TV)
- 1995 : 20.000 leghe nello spazio ("Space strikers") (serie TV)
- 1995 : Chi la fa l'aspetti ("Iznogoud") (serie TV)
- 1996 : La famiglia dei perché (serie TV)
- 2000 : Jim Bottone ("Jim Knopf")  (serie TV)
- 2001 : Gadget e Gadgettini (serie TV)
- 2004 : I Tofu (serie TV)

### Produttore
- 1983: L'ispettore Gadget
- 1984: Isidoro
- 1995: Chi la fa l'aspetti
- 1996: La famiglia dei perché
- 1997: La principessa Sissi
- 2000: Jim Bottone
- 2001: Gadget e gadgettini
- 2001: Grog di Magog
- 2004: I Tofu
- 2004: W.I.T.C.H.
- 2005: Action Man Atom